# Державна програма розвитку Збройних Сил на період до 2020 року
Державна програма розвитку Збройних Сил на період до 2020 року — це програма щодо розвитку та реформування Збройних Сил України, що була затверджена на підставі Стратегічного оборонного бюлетеня України та вимог рішень РНБО України «Про Концепцію розвитку сектору безпеки і оборони України» та є завершальним циклом оборонного планування, що надає реальне підґрунтя для розвитку Збройних Сил України.

## Розробка програми та її особливості
12 лютого 2015 року відбувся телеміст для обговорення реформ у сфері оборони, у якому взяли участь делегації Міністерства Оборони, Збройних Сил України та представники громадськості. Під час телемосту було повідомлено, що йде процес створення нової редакції Стратегічного оборонного бюлетеня, за положеннями якого планується створити нову Державну програму розвитку Збройних Сил. За словами делегацій, проект програми, на час телемосту, уже обговорювався на рівні експертних груп і найближчим часом планувалося представити проект широкому загалу. 21 січня 2016 року стали відомі точніші терміни презентації наступної програми. За словами, начальника Генерального Штабу, Віктора Муженка нову програму планується презентувати на Варшавському саміті НАТО, що мав пройти влітку 2016 року. Він також повідомив, що про основні напрямки та цілі реформи вже було докладено Військовому комітету НАТО та країнам членам НАТО, альянс висловив підтримку реформі. Але на саміті програма представлена так і не була.
6 червня 2016 року президент України Петро Порошенко підписав указ про затвердження нового стратегічного оборонного бюлетеня. Цей документ став дорожньою картою майбутньої програми. 3 грудня 2016 року начальник Генерального штабу - Головнокомандувач Збройних Сил України генерал армії України Віктор Муженко повідомив, що Генеральний Штаб завершив роботи над проектом програми та вже передав її на розгляд Кабінету Міністрів. Урядом програму було схвалено 27 грудня, а вже через декілька днів програма була підтримана РНБО. Програма набрала чинності 22 березня 2017 року, відразу після підписання документу Президентом України Петром Порошенком.
З початком виконання програми втратили чинність попередні укази Президента: щодо держпрограми реформування і розвитку ЗСУ до 2017 року та щодо підвищення ефективності планування в секторі безпеки і оборони. Контроль за виконанням нової програми був покладений на секретаря РНБО Олександра Турчинова.
Нова програма розвитку ЗСУ отримала ряд особливостей, що були не характерні для минулих програм:
- стратегічні цілі та завдання Стратегічного оборонного бюлетеня отримали значення пріоритетності;
- в програмі були враховані заходи Державної цільової програми розвитку озброєння та військової техніки на період до 2020 та об'єми міжнародної допомоги;
- програма включала лише заходи розвитку ЗСУ, заходи утримання визначалися окремими щорічними планами;
- програма узгоджена з Цілями партнерства в рамках Процесу планування та оцінки сил (ППОС/PARP);
- програма передбачала умови особливого періоду;
- фінансування програми проходило в межах Державного бюджету України на потребу ЗСУ;
- текст програми було засекречено.

## Мета та шляхи досягнення
Мета та завдання програми повністю відповідали цілям та завданням Стратегічного Оборонного бюлетеня. Основна ціль - це набуття спроможностей збройних сил для ефективного реагування на загрози національній безпеці у воєнній сфері, оборони України, захисту її суверенітету, територіальній цілісності та недоторканості. Також метою програми є досягнення євроатлантичних стандартів та критеріїв необхідних для набуття членства в НАТО, це завдання визначене Президентом України у Воєнній доктрині.
У програмі передбачалися такі шляхи досягнення мети:
- автоматизація процесів управління та обліку;
- уніфікація, модернізація та відновлення озброєння та військової техніки;
- створення необхідних резервів для забезпечення військ;
- професіоналізація особового складу;
- використання міжнародної військово-технічної допомоги;
- удосконалення нормативно-правової бази;
- перехід до системи оборонного планування, заснованої на спроможностях[10];
- стандартизація та кодифікація озброєння та майна відповідно до стандартів НАТО;
- підготовка та оцінка готовності військ за стандартами НАТО.

## Стратегічні цілі та фінансування
| Стратегічна ціль | Обсяг фінансування   | 2017 р.              | 2018 р.              | 2019 р.              | 2020 р.              |
| --- | -------------------- | -------------------- | -------------------- | -------------------- | -------------------- |
| Розвиток системи управління ЗС України на основі прийнятих у НАТО принципів і стандартів | 4 855,47 млн ₴       | 595,76 млн ₴         | 1 335,31 млн ₴       | 1 529,62 млн ₴       | 1 492,79 млн ₴       |
| Удосконалення системи оборонного планування, запровадження в Міністерстві оборони України та ЗС України прозорого та ефективного управління ресурсами з використанням сучасних євроатлантичних підходів | за рахунок утримання | за рахунок утримання | за рахунок утримання | за рахунок утримання | за рахунок утримання |
| Набуття спроможностей ЗС України для гарантованої відсічі збройній агресії, оборони держави та участі в підтриманні миру і міжнародної безпеки                                                          | 63 798,82 млн ₴      | 3 620,29 млн ₴       | 11 391,98 млн ₴      | 22 481,94 млн ₴      | 26 304,60 млн ₴      |
| Створення єдиної системи логістики та удосконалення системи медичного забезпечення ЗС України відповідно до стандартів НАТО                                                                             | 31 796,06 млн ₴      | 2 899,22 млн ₴       | 9 379,27 млн ₴       | 9 284,77 млн ₴       | 10 232,80 млн ₴      |
| Створення єдиної системи логістики та удосконалення системи медичного забезпечення ЗС України відповідно до стандартів НАТО                                                                             | 389,03 млн ₴         | 57,94 млн ₴          | 105,39 млн ₴         | 105,76 млн ₴         | 119,94 млн ₴         |
| Всього на заходи розвитку | 100 939,38 млн ₴     | 7 173,21 млн ₴       | 22 211,95 млн ₴      | 33 402,10 млн ₴      | 38 152,12 млн ₴      |

## Основні напрямки реформування та розвитку Збройних Сил згідно програми

### Системи управління
Програма розвитку ЗСУ передбачає удосконалення системи управління військами. Так, передбачається виділення нової окремої посади Головнокомандувача Збройних Сил України. Головнокомандувач ЗСУ має безпосередньо підпорядковуватися Верховному Головнокомандувачу (Президенту України) та Міністру Оборони України. Під його управління зі структури Генерального штабу планується окремо виділити Головний командний центр ЗСУ, а також Головнокомандувачу ЗСУ будуть підпорядковуватись: 
- Начальник Генерального Штабу. Генеральний штаб має займатися плануванням оборони держави, стратегічним плануванням, застосуванням та розвитком ЗСУ.
- Заступник Головнокомандувача. Відповідальний за забезпечення військ та здійснює управління Командуванням Сил логістики, Головним управлінням оперативного забезпечення, Головним управлінням морально-психологічного забезпечення, Центральним військово-медичним управлінням.
- Командувачі видів військ, ВДВ та ССО, що відповідають за формування, підготовку, забезпечення та розвиток військ, проведення операцій.
- Командувач об'єднаних сил, що керує Об'єднаним оперативним штабом ЗСУ та органами управління оперативно-тактичних угрупувань.

Програма передбачає створення стаціонарних захищених пунктів управління для стратегічного рівня та новоствореного військового управління оперативного рівня. Пункти управління для окремих родів військ та сил планувалося відновити, відремонтувати та модернізувати. Крім того, на пунктах управління планувалося уніфікувати штати та привести їх до перспективної структури ЗСУ. Окремо, в програмі, оговорювався перерозподіл техніки пунктів управління з метою оптимізації та визначення чинних потреб в ремонті та модернізації.
З метою автоматизації системи оперативного (бойового) управління, зв'язку, розвідки та спостереження українська армія мала перейти на систему C4ISR, що передбачала:
- Створення захищеної телекомунікаційної мережі;
- Переведення стратегічних, оперативних та тактичних систем зв'язку на цифрову платформу;
- Впровадження автоматизованої системи управління розвідкою;
- Удосконалення автоматизованої системи управління ПС;
- Створення автоматизованих систем управління СВ та ВМС.

Допомогти в провадженні сучасної системи бойового управління мали міжнародні партнери у рамках співпраці «Україна - НАТО».
Систему C4ISR, під час створення, планувалося тісно інтегрувати з іншою імпортною системою, а саме з системою по управлінню оборонними ресурсами DRMIS) (Defence Resource Management Information System). Цю систему успішно використовують у Канадській армії. Державна програма передбачала:
1. Розробку концепції програми створення єдиної інформаційної системи управління оборонними ресурсами.
2. Розробку програма створення єдиної інформаційної системи управління оборонними ресурсами.
3. Реалізацію розробленої програми.

### Оборонне планування
Згідно з програмою, оборонне планування мало здійснюватися  на основі чинних спроможностей та мало бути орієнтоване на актуальні загрози. Під час планування передбачалося використовувати комплексний підхід до оборони. Заходи оборонного планування поділялися на:
- Короткострокові — підвищення якості розроблення і складання «Плану утримання та розвитку ЗС України», бюджету Міністерства оборони, його спрямування на досягнення Збройними Силами визначених спроможностей;
- Середньострокові — затвердження спільним наказом Міністерства оборони України та Генерального штабу ЗС України комплексного документа розвитку спроможностей ЗС України;
- Довгострокові — циклічне проведення оборонного огляду, за результатами яких Президентом України затверджується концептуальний документ на довгострокову перспективу та розроблення та затвердження Кабінетом Міністрів України відповідних державних цільових програм.

Впровадити нову систему оборонного планування планувалося вже до 2018 року.

### Процедури планування та здійснення закупівель
Програма передбачала створення та запровадження інтегрованої системи закупівель. Процес був поділений на такі етапи:
1. Розроблення проекту Концепції створення інтегрованої системи закупівель.
2. Розроблення відповідно до Концепції критеріїв для поступового переходу до сфери публічних закупівель звичайних озброєнь.
3. Створення єдиного підрозділу, відповідального за забезпечення всього життєвого циклу ОВТ та МТЗ.

Також, програмою був запланований перерозподіл системи делегування повноважень. Для цього були заплановані наступні заходи:
1. Підбір, наймання та підготовка персоналу для виконання функцій уповноважених осіб замовника.
2. Створення централізованих закупівельних організацій у видах ЗС України та регіональних закупівельних організацій.
3. Перехід від системи прийняття рішень тендерними комітетами до системи прийняття рішень уповноваженими особами замовника.

### Удосконалення підготовки військ
Удосконалення системи та методів підготовки мало відбуватися за наступними векторами:
- Під розробки нових програм планувалося використати весь здобутий досвід під час антитерористичної операції на сході України.
- Впродовж виконання програми ставилося на меті оновити та удосконалити навчально-методичні бази.
- Підготовка та навчання мало відбуватися з урахуванням потреби сумісності з військами держав-членів НАТО.
- Війська ЗСУ мали навчатися співпрацювати з іншими державними структурами.

Місце проведення навчань мало залежати від типу особливого складу. Так резервісти першого та другого резерву під час навчальних зборів мали збиратися як на військових базах так і в навчальних центрах. Для рядового, сержантського та старшинського особового складу виділялися виключно навчальні центри для проходження курсів. Офіцери ЗСУ повинні були проходити підготовку за спеціальністю, курсову підготовку та дистанційне навчання на кафедрах військової підготовки, вищих військових навчальних закладах та в Національному університеті оборони України.
У мирний час та в особливий період підготовка військ мала відбуватися по-різному. У мирний час підготовка війська була поділена на спеціальні періоди, що характеризуються станом підрозділу. Так, були оголошені періоди відновлення боєздатності (базовий період), період інтенсивної підготовки (інтенсивний період) та період виконання завдань (підтримання готовності до виконання завдань) за призначенням (підтримувальний період). Тривалість періодів – два місяці. Відповідно до рівня навченості особового складу та інших умов термін періодів підготовки може корегуватись (уточнюватись) відповідним начальником (командиром). Підготовка Повітряних Сил ЗС України мала організовуватися за одинадцяти місячним циклом навчання. Підготовка Військово-Морських Сил ЗС України організовувалася відповідно до завдань (походи, бойове чергування, судноремонт). Підготовка штабів та військових частин резервів здійснювалася їх формувачами у відповідності з програмами бойового злагодження та методичними рекомендаціями під безпосереднім керівництвом командирів, штабів військових частин резервів.
Підготовка ЗС України в особливий період організується за стандартами підготовки без циклів навчання та періодів підготовки з урахуванням умов виконання завдань, укомплектованості органів військового управління та військових частин особовим складом, рівня їх навченості, оперативного (бойового) призначення, стану, укомплектованості та справності ОВТ, наявних запасів матеріально-технічних засобів. У разі, якщо певні війська не знаходяться у стані бойової готовності програмою передбачений період впродовж максимум чотирьох місяців для її відновлення. У такому разі передбачено наступний алгоритм дій: 
1. Відведення з району, переміщення, огляд стану та організація відновлення боєздатності.
2. Підготовка навчально-методичної бази, доукомплектування, проведення зборів (занять).
3. Бойове злагодження, отримання ракет, боєприпасів та матеріальних засобів, оцінювання готовності.

### Оптимізація організаційних структур
З метою оптимізації військових структур та їх покращення програмою передбачалися такі кроки:
- структуру, склад та чисельність ЗСУ планувалося оптимізувати. Показники мали бути затвердженні на законодавчому рівні;
- бойові бригади, полки та батальйони мали бути поділені за функціональним принципом та приведенні до максимально однакових показників бойових потенціалів та спроможностей;
- ЗСУ планувалося поділити за функціональним призначенням на сили негайного реагування, сили нарощування та сили резерву.

### Озброєння тавійськова техніка(ОВТ)
У сфері озброєння та військової техніки програма передбачала впровадження наступних кроків:
- задля імпортозаміщення, в першу чергу комплектуючих з Російської Федерації, планувалося впровадити національні стандарти з розроблення, виробництва ОВТ, єдині вимоги до ТТХ, можливість внесення змін в їх конструкцію;
- в умовах відсутності випробувального полігону програма передбачала його створення;
- передбачалося проведення капітального ремонту основних видів озброєння, що вичерпали свій ресурс;
- згідно з новими потребами ЗСУ, в умовах швидкого темпу розвитку ОВТ та незадовільного рівня забезпеченості боєприпасами та новими видами озброєнь, планувалося прийняти на озброєння 68 нових зразків ОВТ та МТЗ;
- програмою планувалося наростити стаціонарну базу з ремонту та удосконалити виробничу інфраструктуру.

Таким чином виконання програми мало створити підґрунтя для покращення рівня технічної готовності ОВТ, укомплектованості ними військ (сил) та виконання завдань за призначенням у повному обсязі.

### Сили Спеціальних Операцій(ССО)
Особлива увага, серед усіх структур ЗСУ, програмою приділялася Силам Спеціальних Операцій. Згідно з документом, передбачався переглянути нормативні-правові акти, що б визначали завдання, порядок функціонування, принципи підготовки та застосування структури. Таким чином до кінця виконання програми мали б бути сформовані та затвердженні усі необхідні положення, доктрини, настанови, стандарти,  програми, плани та інструкції.
Структура та склад ССО планувалося оптимізувати та досягнути критеріїв НАТО. Що б дозволило створити сумісність структури з підрозділами НАТО. Військові частини ССО планувалося оснастити новітніми зразками озброєння та техніки за стандартами альянсу.
За результатами виконання програми Сили Спеціальних Операцій мали б стати готовими до виконання завдань за призначенням.

### Система розвідки
Для створення ефективної системи розвідки в ЗСУ та для досягнення необхідної військової спроможності програмою були передбачені наступні дії:
- розвиток спроможностей щодо здобування розвідувальних відомостей в інтересах застосування ЗС України;
- удосконалення (уніфікація) організаційно-штатних структур;
- об’єднання всіх потоків розвідувальної інформації;
- впровадження прийнятих у державах — членах НАТО процедур управління силами і засобами воєнної розвідки;
- впровадження автоматизованої системи управління розвідки як складової АСУ ЗС України;
- оснащення сучасними засобами розвідки.

Таким чином у системі розвитку ЗС України планувалося досягнути наступних цілей:
- удосконалення структури та оптимізація чисельності органів військового управління, військових частин і підрозділів розвідки;
- нарощення спроможностей щодо здобування розвідувальних відомостей в інтересах застосування ЗС України;
- створення підрозділу J2 у складі Генерального штабу ЗС України;
- забезпечення підготовки особового складу, органів військового управління, військових частин і підрозділів розвідки відповідно до стандартів держав — членів НАТО;
- забезпечення розвідувальні підрозділи новітніми високотехнологічними засобами розвідки.

### Військово-морські сили(ВМС)
Після окупації та анексії Кримського півострова Російською Федерацією Військово-Морські Сили опинилися у вкрай тяжкому становищі. Національний флот втратив понад 80% своїх активів і спроможностей, поніс значні кадрові, матеріальні та психологічні втрати. Тому, відновлення боєздатності та досягнення мінімальних бойових спроможностей стало головним завданням командування ВМС після передислокації на материкову частину України.
Програмою передбачалося заново сформувати органи управління, укомплектувати та підготувати їх для належної роботи. Інфраструктуру для ВМС теж планувалося відновити та створити заново на нових місцях. Для подальшого розвитку передбачалося сформувати перспективний склад ВМС. Озброєння та військова техніка мала пройти необхідний ремонт, а при необхідності бути модернізована. Передбачалося закупівля нових зразків озброєння.

### Військова поліція
Програмою передбачено створення нового органу - військової поліції. Військова поліція - мала стати новим дієвим правоохоронним органом спеціального призначення з правом здійснювати досудове розслідування злочинів та вести оперативно-розшукову діяльність.
Для створення нового органу було передбачено наступні кроки:
1. Законодавчо визначити загальну структуру Військової поліції та описати її основні функції.
2. Сформувати необхідний комплект органів військового управління та військових частин Військової поліції.
3. Забезпечити Військову поліцію фондами, озброєнням та військовою технікою, засобами зв'язку, спеціальними засобами, обладнанням тощо.
4. Створити ефективну навчально-матеріальну базу. запровадити підготовку підрозділів та персоналу Військової поліції за стандартами НАТО.

Завершити створення військової поліції планувалося до 2018 року. Але станом на червень 2018 року, навіть базовий закон не був прийнятий.

### Запаси
Програма передбачала вирішення проблем непорушних запасів ЗС України. Результати попередньої перевірки виявили фактичну відсутність запасів МТЗ (матеріально-технічного забезпечення), використання наявних запасів без зворотнього поповнення, паперовий облік у структурах та проблему недостатності фінансових ресурсів для належного виконання робіт з утримання та підтримки запасів у належному стані.
Для вирішення цих проблем передбачалося:
- удосконалити НПА щодо обсягів та порядку утримання оперативних та стратегічних запасів ЗС, оптимізувати обсяги та утримання;
- затвердити мобілізаційне завдання на особливий період;
- визначити місця зберігання для утримання стратегічних запасів;
- відновити непорушні запаси.

Таким чином очікувалося значно оптимізувати показники непорушних запасів, чітко визначити порядок та місця їх зберігання та створити базу для розгортання стратегічного резерву.

### Оперативне забезпечення
Програма передбачала кроки щодо нарощення спроможностей системи оперативного забезпечення. Для цього пропонувалося:
- сформувати навчальний підрозділ при ВВНЗ та навчальному центрі;
- створити типовий комплект військових частин оперативного забезпечення у складі оперативних командувань;
- удосконалити організаційно-штатну структуру з урахуванням переозброєння на нові зразки ОВТ;
- сформувати резерв оперативного забезпечення;
- переозброїтися на новітні зразки ОВТ з урахуванням комплексної допомоги від країн НАТО.

Таким чином, після завершення виконання програми, очікувалося значне підвищення ефективності застосування угруповань військ (сил), їх живучості, маневреності та автономності дій.

### Система територіальної оборони
Задля посилення спроможностей та забезпечення ефективного функціонування системи територіальної оборони пропонувалося:
1. Удосконалити законодавство.
2. Провести відновлення районів територіальної оборони.
3. Привести організаційно-штатні структури у відповідність до покладених завдань.
4. Накопичити та ешелонувати запаси ОВТ та МТЗ для підрозділів та військових частин територіальної оборони.
5. Запровадити стандарти підготовки відповідно до аналогічних стандартів НАТО.

Чисельність особового складу підрозділів територіальної оборони, згідно з планом, мала сягнути 400 000 осіб.

### Інфраструктура
Програма передбачалася значні роботи з будівництва та відновлення казармено-житлового фонду, їдалень, інженерних мереж. Понад 700 військових об'єктів, насамперед у південному та східному регіонах мали бути збудовані або капітально відремонтовані. Понад 100 військових об'єктів планувалося збудувати із впровадженням сучасних технологій застосовуючи швидкозбірні конструкції.
До 2020 року планувалося провести значне розквартирування військових частин у місцях проведення завдань. Для цього планувалося забезпечити підрозділи сучасними малогабаритними, малопомітними польовими модулями, захищеними спорудами та іншими об'єктами польової інфраструктури.
Особлива увага мала бути приділена розвитку, відновленню та нарощенню аеродромної мережі ЗСУ. 5 аеродромів планувалося відновити та збудувати. Ще 20 планувалося підтримати у гідному боєготовому стані  та привести до єдиних стандартів аеродромної мережі ЗСУ.
Загалом, у галузі інфраструктури, мали бути виконані наступні завдання:
- мала бути збудована необхідна кількість об'єктів казармено-житлового фонду;
- забезпечена потреба у розквартируванні особового складу;
- частково оновлена інфраструктура військових містечок та інших військових об'єктів;

### Логістика
Програма передбачала значне переформатування структури логістики ЗСУ. Для відповідності принципам НАТО та вдосконалення системи постачання ЗС України передбачалося:
- створення органів управління логістикою ЗСУ. За управління та планування мало відповідати Головне управління логістики, що мало входити до структури Генерального штабу, а накопиченням, зберіганням та постачанням мало займатися Командування сил логістики ЗС України;
- адаптація системи класифікації та кодифікації МТЗ прийнятої в НАТО;
- адаптація до стандартів НАТО тилового забезпечення ЗС України;
- удосконалення системи логістичного забезпечення військ у ході операцій;
- створення єдиної нормативно-правової бази.

Нова ефективна система логістичного забезпечення ЗС України, інтегрована з відповідними системами інших складових сил оборони отримала б здатність ефективно співпрацювати зі збройними силами держав – членів НАТО та Євросоюзу.  Нова логістика мала спрямувати зусилля військового командування та цивільних органів державної влади на задоволення потреб військ (сил) в ході операцій (бойових дій). Єдине керівництво процесами накопичення, зберігання та постачання МТЗ (в тому числі медичних) мало забезпечити всі складові сил оборони під час їх застосування в єдиній системі.

### Медичне забезпечення
Станом на 2016 рік, медичне забезпечення ЗСУ мало ряд проблем, які за часи виконання програми планувалося вирішити:
- удосконаленням законодавства та створення медичної інформаційної системи Збройних Сил планувалося організувати належну медичну підтримку усім завданням ЗСУ;
- застарілі способи та методи надання медичної допомоги, евакуації та лікування поранених планувалося переглянути. Мали бути запроваджені нові сучасні способи та методи надання медичної допомоги та лікування поранених, забезпечині сучасними засобами евакуації медичні підрозділи ЗСУ;
- створення єдиного органу управління медичним забезпеченням мало зібрати у собі усі необхідні функції, що були розпорошені у підрозділах ЗСУ;
- перехід до підготовки та перепідготовки медичних кадрів у відповідності до стандартів НАТО мало замінити собою застарілу систему підготовки та перепідготовки медичних кадрів ЗС України.

### Професіоналізація
Значні зміни за результатами реформи мали відбутися не лише у структурах ЗСУ та у законодавстві. Програма поставила перед собою амбітну ціль змінити саме ставлення до армії та покладених на неї задач. За програмою, у військових мали відбутися зміни у ментальності та образах мислення. Значна робота планувалася щодо покращення мотивації військовослужбовців. Професіоналізація ЗС вимагала змінити підхід до комплектування особового складу в особливий період. Удосконалення принципів комплектування мали опиратися на підходи держав — членів НАТО. Саме комплектація бойового складу мала стати локомотивом змін у професіоналізації ЗСУ.
Згідно з програмою, у цьому напрямку планувалося:
- внести необхідні зміни до законодавства;
- провести комплекси заходів з підвищення привабливості служби;
- започаткувати службу військового духівництва (капеланської служби);
- відповідати передовим стандартам у методиках підготовки;
- база освіти мала бути перенаправлена на досвід АТО, бойових дій, міжнародних операцій;
- гарантувати ефективну підготовку наукових, науково-педагогічних кадрів;
- сформувати резерв людських ресурсів;
- створити Єдиний державний реєстр військовозобов’язаних;
- забезпечити ефективне функціонування системи підготовки резервістів та військовозобов’язаних;
- взяти за стандарт комплектування військовослужбовцями за контрактом – до 80%;
- ввести раціональне співвідношення офіцерського складу(вищі офіцери – 0,2%, старші офіцери – 39,8%, молодші офіцери – 60 %);
- забезпечити укомплектованість посад до 71% для молодшого офіцерського складу та створення резерву 130 тис. осіб.

Вже до 2018 року планувалося значно підвищити рівень матеріального забезпечення та упорядкувати структуру грошового забезпечення військовослужбовців

### Нормативні джерела
- Закон № 1621-IV «Про державні цільові програми» від 18.03.2004 [Архівовано 24 червня 2017 у Wayback Machine.]
- Закон № 2198-IV «Про організацію оборонного планування» від 18.11.2004 [Архівовано 26 липня 2014 у Wayback Machine.]
- Указ Президента України «Про рішення Ради національної безпеки і оборони України від 2 вересня 2013 року "Про Державну комплексну програму реформування і розвитку Збройних Сил України на період до 2017 року"» від 02.09.2013 № 479/2013
- Указ Президента України «Про рішення Ради національної безпеки і оборони України від 28 квітня 2014 року "Про заходи щодо підвищення ефективності планування в секторі безпеки і оборони"» від 13.05.2014 № 468/2014
- Указ Президента України «Про рішення Ради національної безпеки і оборони України від 20 травня 2016 року "Про Стратегічний оборонний бюлетень України"» від 06.06.2016 № 240/2016 [Архівовано 7 червня 2016 у Wayback Machine.]
- Наказ МОУ від 22.02.2016 № 95 "Про затвердження Концепції підготовки Збройних Сил України" [Архівовано 16 березня 2018 у Wayback Machine.]
- Рішення Ради Національної Безпеки та Оборони «Про Державну програму розвитку Збройних Сил України на період до 2020 року» від 29 грудня 2016 року [Архівовано 11 січня 2018 у Wayback Machine.]
- Указ Президента України № 73/2017 «Про рішення Ради національної безпеки і оборони України від 29 грудня 2016 року "Про Державну програму розвитку Збройних Сил України на період до 2020 року"» від 22.03.2017 [Архівовано 29 червня 2018 у Wayback Machine.]